# Grażyna Żebrowska
Grażyna Żebrowska – polska fizyk, dyplomata, urzędnik, w latach 2020–2022 dyrektor Narodowej Agencji Wymiany Akademickiej. W latach 2022–2025 członek zarządu IDEAS NCBR. 

## Życiorys
W 1989 ukończyła studia na Wydziale Matematyki, Fizyki i Chemii Uniwersytetu Gdańskiego, uzyskując tytuł magistra fizyki w specjalizacji fizyka stosowana. Następnie, w 1991 ukończyła studia podyplomowe w zakresie fizyki medycznej na Uniwersytecie Warszawskim, po czym odbyła staż naukowy w szpitalu uniwersyteckim Universita Degli Studi Di Ancona. W latach 1993–1998 odbyła studia doktoranckie na Université de Rennes i Uniwersytecie Gdańskim z zakresu zastosowań fizyki w naukach biomedycznych. W 1999 uzyskała stopień naukowy doktora w specjalności zastosowanie fizyki w biomedycynie.
W latach 1999–2001 była zatrudniona jako asystent na Wydziale Matematyki, Fizyki i Chemii Uniwersytetu Gdańskiego w Instytucie Fizyki Stosowanej. W 2003 została ekspertem ds. nauki, technologii i szkolnictwa wyższego w Ambasadzie RP w Waszyngtonie, którym pozostawała do czerwca 2019. Objęła następnie stanowisko dyrektora Departamentu Współpracy Międzynarodowej w Ministerstwie Nauki i Szkolnictwa Wyższego. W maju 2020 powołana przez ministra nauki i szkolnictwa wyższego Wojciecha Murdzka na stanowisko dyrektora Narodowej Agencji Współpracy Akademickiej. W sierpniu 2022 złożyła rezygnację z tego stanowiska. Następnie była członkiem zarządu Ideas NCBR.